# Roermonder Straße 245 (Mönchengladbach)

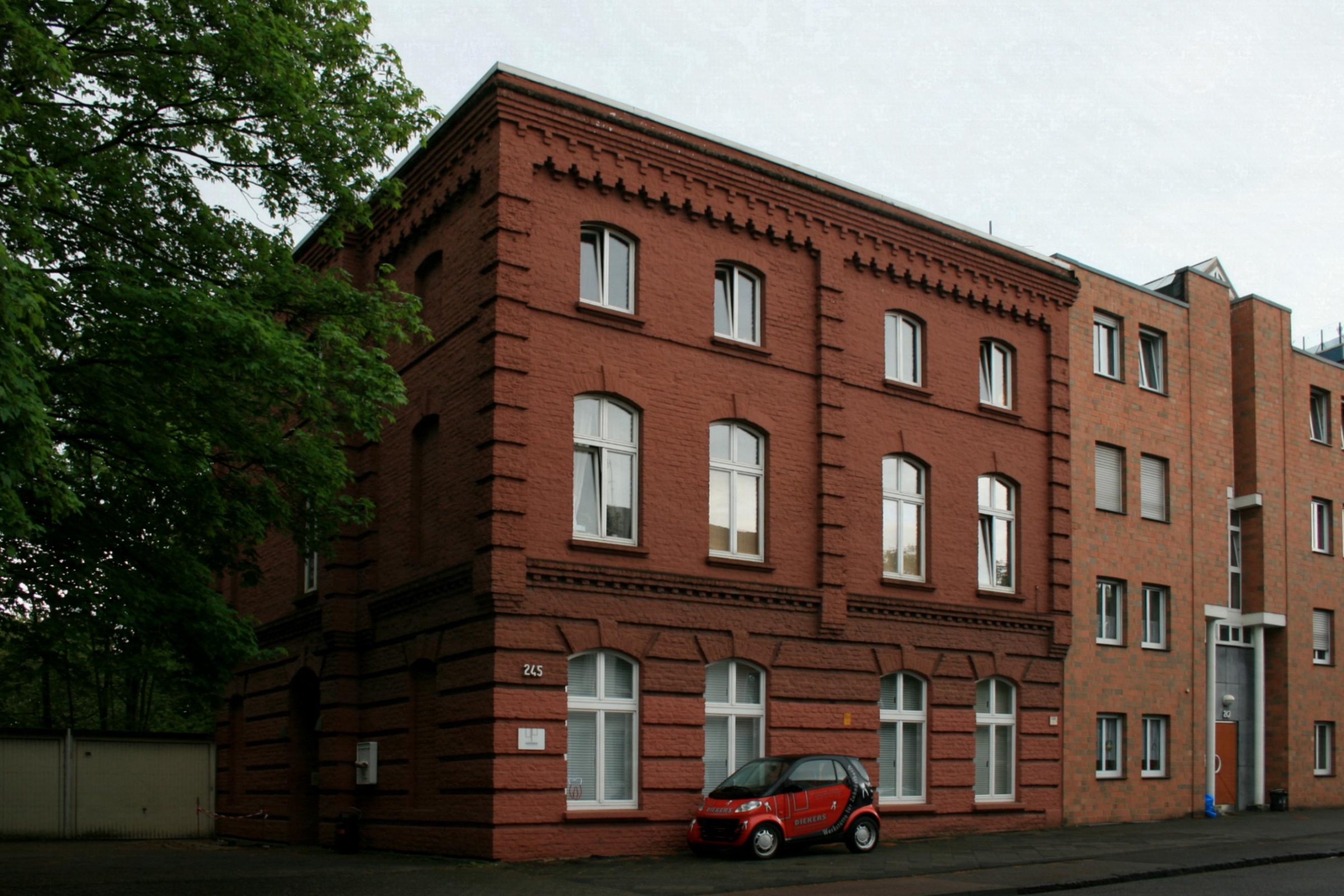
Wohnhaus (2010)

Das Wohnhaus Roermonder Straße 245 steht im Stadtteil Venn in Mönchengladbach (Nordrhein-Westfalen).
Das Gebäude wurde im 19. Jahrhundert erbaut. Es wurde unter Nr. R 028 am 15. Dezember 1987 in die Denkmalliste der Stadt Mönchengladbach eingetragen.

## Lage
Das Mietwohnhaus liegt an der alten Verbindungsstraße Mönchengladbachs nach Hardt und weiter nach Roermond. 

## Architektur
Es handelt sich um einen dreigeschossigen Backsteinbau von vier Achsen, der von einem Flachdach überdeckt wird. Das gut erhaltene Gebäude zeigt typische Architekturelemente des Backsteinbaus aus dem ausgehenden 19. Jahrhundert und ist daher aus architekturgeschichtlichen und stadthistorischen Gründen schützenswert.